# غزو الحلفاء لإيطاليا
غزو الحلفاء لإيطاليا عملية نزول الحلفاء على الأرض الإيطالية في 3 سبتمبر 1943 أثناء الحرب العاالمية الثانية. حدث هذا الغزو بواسطة الجنرال هارولد ألكسندر آمر الجيش 15 (المكون من الجيش الأمريكي الرابع لـ مارك كلارك والجيش البريطاني الثامن لـ برنارد مونتغومري)، تلت العملية غزو الحلفاء الناجح لصقلية، نزلت قوات الحلفاء الرئيسية في مدينة ساليرنو على الساحل الغربي (سميت عملية الانهيار الجليدي). وتزامن هذا الغزو مع عمليتان أخريان في كل من كالابريا (عملية بايتاون) وتارانتو(عملية سلاب ستيك).

## خلفية الأحداث

### خطة الحلفاء
بعد هزيمة دول المحور في شمال أفريقيا، ظهرت خلاف بين الحلفاء حول الخطوة التالية التي يجب القيام بها، كان رئيس الوزراء البريطاني ونستون تشرشل يريد تحديدا غزو إيطاليا والتي اسماها في 1942 بالمنطقة الضعيفة في دول المحور، بينما وصفها مارك كلارك بأنها ستكون معركة صعبة. كان الدعم الشعبي للحرب في إيطاليا يتراجع، وكان يُعتقد أن الغزو سيزيل إيطاليا من دول المحور، وبالتالي سيقل نفوذ قوات المحور في البحر الأبيض المتوسط بحيث تتمكن قوات الحلفاء من الحركة بحرية في البحر الأبيض المتوسط وهو ما سيؤدي إلى أن يقل حجم الشحنات البحرية اللازمة لتزويد قوات الحلفاء في الشرق الأوسط والشرق الأقصى، وزيادة الإمدادات البريطانية والأمريكية إلى الاتحاد السوفيتي. بالإضافة إلى ذلك، ستؤدي هذه الغزوة إلى تقييد حركة القوات الألمانية. ضغطجوزيف ستالين رئيس وزراء الاتحاد السوفيتي على تشرشل وروزفلت لفتح «جبهة حرب ثانية» في أوروبا، الأمر الذي من شأنه أن يشتت تركيز الجيش الألماني على الجبهة الشرقية، الذي كان يقاتل في أكبر جبهة مسلحة في التاريخ ضد الجيش الأحمر السوفيتي.

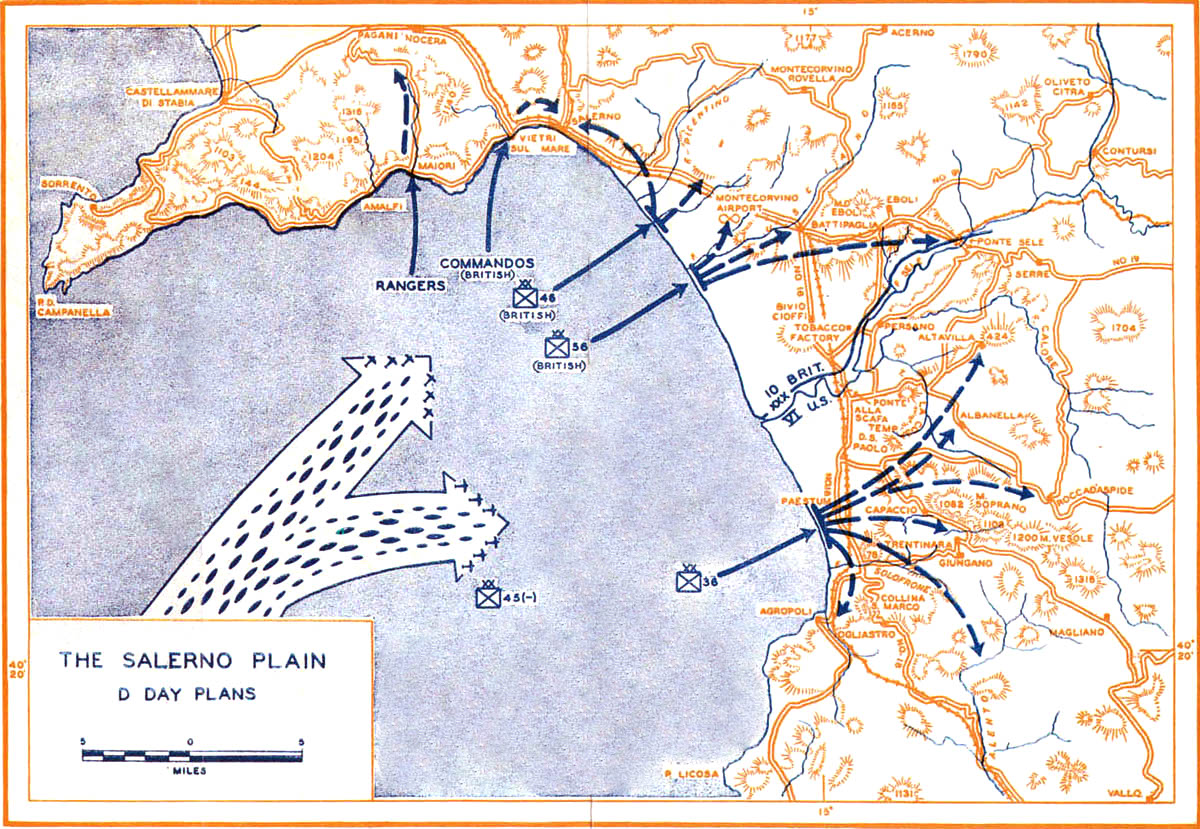
سيلارنو D-Day

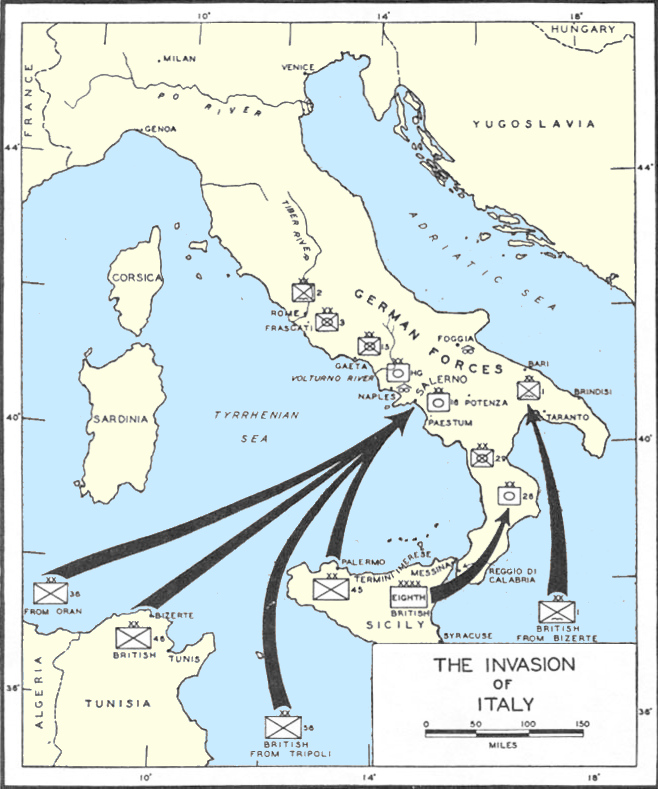
خريطة غزو إيطاليا

ومع ذلك، أراد رئيس أركان الجيش الأمريكي، الجنرال جورج مارشال والعديد من السياسيين الأمريكيين، تجنب أي عملية عسكرية قد تؤخر من غزو أوروبا، حيث كانت هذه الغزوة قد تمت مناقشتها والتخطيط لها في وقت مبكر من عام 1942، وتحققت أخيرًا باسم عملية أوفرلورد في عام 1944.
أتفق الحلفاء على غزو صقلية عندما أصبح واضحًا في عام 1943 أنه لا يمكن غزو فرنسا الفيشية عن طريق عبور القنوات المائية. وافق كل من تشرشل وفرانكلين روزفلت رئيس الولايات المتحدة آنذاك على ضرورة استمرار جيوش الحلفاء في الاشتباك مع دول المحور بعد الغزو الناجح صقلية وقبل البدأ في معركة جديدة لغزو شمال غرب أوروبا. استمرت المناقشة من خلال مؤتمر ترايدنت (مؤتمر واشنطن الثالث) الذي عقد في واشنطن في مايو من نفس العام، ولكن لم تتضح معالم غزو صقلية حتى أواخر يوليو، عندنا أُطيح بـ بينيتو موسوليني رئيس الوزراء الإيطالي والزعيم الفاشي. أصدرت هيئة الأركان المشتركة لقوات الحلفاء تعليمات للجنرال دوايت أيزنهاور، القائد الأعلى للحلفاء في مسرح عمليات البحر الأبيض المتوسط، للمضي قدمًا بغزو صقلية في أقرب وقت ممكن.
كانت قيادة قوات الحلفاء المشتركة (AFHQ) مسؤولة من الناحية التشغيلية عن جميع القوات البرية للحلفاء في مسرح البحر الأبيض المتوسط، وكانوا هم الذين خططوا وقادوا غزو صقلية والبر الرئيسي الإيطالي.
كان غزو الحلفاء لجزيرة صقلية في يوليو 1943 (والتي أطلق عليها اسم عملية هاسكي)، ناجحًا للغاية، على الرغم من أن العديد من قوات المحور تمكنت من الإفلات من الأسر والهروب إلى البر الرئيسي. اعتبرت قوات المحور هذا الهروب أنه نجاح ونصر. والأهم من ذلك، وفي أواخر يوليو، أطاح انقلاب بـ موسوليني من رئاسة الحكومة الإيطالية، التي بدأت بعد هذا الانقلاب بالتقرب من الحلفاء لتوقيع معاهدة سلام.
كان يعتقد أن الغزو السريع لإيطاليا قد يسرع من استسلام إيطاليا ويؤدي إلى انتصارات عسكرية سريعة على القوات الألمانية التي ستصبح محاصرة خارج ألمانيا.ومع ذلك، فقد أثبتت المقاومة الإيطالية (والألمانية بشكل أكبر) أنها قوية نسبيًا، واستمر القتال في إيطاليا حتى بعد سقوط برلين في أبريل 1945.
تحرك الجيش البريطاني الثامن من ميناء ميسينا في صقلية إلى طرف كالبريا «اصبع إيطاليا» بقيادة برنارد مونتغمري وفوج المشاة الكندي الأول يهبط في كيب سبارفينتو على الجانب الجنوبي، تحرك الجيش البريطاني 300 ميل شمالاً إلى ساليرنو دون مواجهة أي مشاكل عدا العقبات التي وضعها المهندسين.
خطة القوات المحمولة جواً اُلغيت والتخلي عن خطة الانزال فوق ساليرنو في 12 أغسطس، بعد 6 أيام تم استبدالها بعملية جيانت وهو انزال فوجيين من الفرقة العسكرية الأمريكية المحمولة جواً 82 على نهر فولترنو، لكن على أثر استسلام إيطاليا في 3 سبتمبر تم ايقاف الخطة واستبدلت عملية جيانت 1 بعملية جيانت 2 حيث تم الانزال 42 كيلومتر شمال غرب روما لمساعدة القوات الإيطالية في حماية روما من القوات الألمانية.
عملية افالانج نُفذت بعد اسبوع في 9 سبتمبر من قبل الجيش الأمريكي الخامس تحت قيادة الفريق مارك وين كلارك للنزول على ساليرنو على الساحل الغربي للاستيلاء على نابلس والوصول إلى الساحل الشرقي وبذلك يقطع الطريق على قوات المحور المتواجدة في الجنوب.
في الخطة الاصلية، يتم الاستيلاء على تاليرنو في كعب إيطاليا لكن الدفاعات هناك كانت قوية، بعد توقيع الإيطاليين للهدنة مع الحلفاء تم إرسال الفرقة العسكرية البريطانية المحمولة جواً الأولى بواسطة السفن الحربية إلى تاليرنو للاستيلاء عليها وعلى الحقول الجوية القريبة.
خطة افالانج كانت جريئة لكن مخلخلة. 3 فرق عسكرية منشرة في جبهة واسعة 35 ميل، فيلقين يفصل بينهما مسافة واسعة ونهر والأرض مناسبة للدفاعات، القوات الاميركية الجوالة تحت قيادة ويليام داربي والتي تتكون من 3 فرق وفرقتان بريطانيتان من الكوماندو تعمل على تأمين الممرات الجبلية وصولاً إلى نابلس لكن لم توضع خطة مناسبة وعدم وجود مشاركة بحرية.

## الدفاعات الألمانية
في اواخر أغسطس تم تعيين رومل المسؤول عن القوات الألمانية في إيطاليا وألبرت كسلرنغ قيادة القوات الألمانية في جنوب إيطاليا، القيادة العليا الألمانية عينت مراكز قيادة جيوش جديدة وتم تعيين هينريخ فون فيتنكهوف كرئيس هذه المراكز لقيادة الجيوش العشرة، مع وجود فيلقين ثانويين تتكون من ستة فرق لتغطية مناطق الانزال، تت فرقة بانزر XIV توجد فرقة بانزر هيرمان غورينغ وفرقة بانزر 15 و 16 وفيالق بانزر LXXVI توجد فرقة بانزر 26 و 29, وضع فون فيتنكهوف فرقة بانزر 16 في التلال فوق سهل ساليرنو.

## المعركة
في 3 سبتمبر 1943 بدأت عملية باي تاون تحت قيادة مونتغومري واستسلم الإيطاليون مباشرةً، لم يصدق كسلينغ بأن نفطة الهجوم ستكون كالابري حيث أن ساليرنو وروما أكثر منطقية، انسحبت فيالق بانزر LXXVI تاركة كتيبة البانزر 15 التابعة لفرقة البانزر 29 في اصبع إيطاليا والذي انسحب فيما بعد للانضمام لفرقة بانزر 29 والتركيز على كاستروفيلاري.
في 4 سبتمبر وصلت 4 فرق ألمانية، وفي 8 سبتمبر نزل اللواء 231 من البحر في بيزو 15 ميل خلف نيكوتيرا، ولكنه تعرض لهجوم بواسطة قوة محمولة من فرقة البانزر 26 ومن الجنوب بواسطة مجموعة كركر القتالية والتي ابتعدت واستمر الهجوم من الشمال طوال اليوم حتى انسحبت جميع الفرق الألمانية.
التقدم كان بطيء نتيجة لتهديم الالمان للجسور والطرقات فكان يتوجب على مهندسيي الحلفاء معالجة هذه المشاكل والتي كانت الوحيدة في عرقلة تقدم الحلفاء.
في 8 سبتمبر وعلى اثر توقيع الهدنة بين ايزنهاور والحكومة الإيطالية توقفت القوات الإيطالية عن القتال وتوجهن السفن الإيطالية إلى موانيء الحلفاء للاستسلام، كان الالمان مستعديين لذلك قاموا بنزع سلاح الإيطاليين والاستيلاء على الدفاعات الإيطالية المهمة.
عند النزول في تارانتو لم يكن هناك أي قوات ألمانية.

### النزول في ساليرنو
الهجوم على ساليرنو بدء في 9 سبتمبر من قبل الجبش الأمريكي الخامس وفيالق X المكونة من الفرق 46 و 56 ومشاة الرنجرس الأمريكية والكوماندوز البريطانية، الرنجرس لم يواجهوا أي مشاكل وقاموا بالاستيلاء على الطرق الجبلية وامنوا الطريق بين ساليرنو ونابلس ووحدات من الكوماندوز اتجهت نحو ساليرنو دافعة بدبابات ومصفحات فرقة بانزر 16.
فرقتا المشاة البريطانيتين واجهوا مقاومة ألمانية شديدة وقاتلوا بشدة حتى الوصول إلى الساحل بمساعدة البحرية، عمق وكثافة المقاومة الألمانية اضطرتهم لتكيز قواتهم وعدم مواكبة تقدم الأمريكيين إلى الجنوب، بينما تلقت كتيبتا الفرقة 36 (من تكساس) بترحيب حار من النيران الألمانية حيث لم كانوا يظنون بأن النزول روتيني بعد استسلام إيطاليا.

### تعزيز الساحل
في الايام الثلاثة التالية كان سعي الحلفاء لتوسيع سيطرتهم على الساحل بينما الالمان على تعزيز دفاعاتهم المضادة، كانتالخطة تقضي بالتقاء الفيالق X بالفيالق VI بينما أصبحت المقاومة الألمانية على شكل مجاميع للتحرك السريع وفي 13 سبتمبر وصلت جميع التعزيزات الألمانية من فرقة البانزر الثالثة، في الوقت الذي بدا واضحاً وجود نقص في مشاة الجيش الخامس على الأرض، بينما كل كتيبة في فيالق X متحمة ولا توجد أي عوارض لتكوين هجوم، الفرقة 36 في الجنوب تمكنت من احراز تقدم ولكن بعد ذلك تعرضت لاجتياح من قبل فرقة بانزر 36.

## الهجوم المضاد الألماني
في 13 سبتمبر بدأ الهجوم الألماني على الحلفاء على الحدود بين فيلقي الحلفاء، اجبر الهجوم على تراجع الفرقة 36 مع حلول الليل، وتم اجتياح الكتيبة الأولى وفرقة المشاة 157 ثم عبور نهر سيلي للاشتباك مع الكتيبة الثانية والمشاة 143 والتي تم تدميرهم.
استمرت مجاميع الحلفاء القتالية بالقتال جنوباً والجنوب الغربي بمساعدة نيران البحرية الملكية والمدفعية ولم يجد الالمان أي ثغرة وبدؤا يخسرون ويفقدون الكثير من الدبابات.

## الانسحاب الألماني
ارسل فون فتنكهوف إلى كسرلنغ بأن القوة البحرية والجوية للحلفاء حاسمة وانه غير قادر على تحييدها ويسال حول الموافقة على الانسحاب، موافقة كسرلنغ وصلته في 17 سبتمبر.
قاتل الجيش الألماني العاشر بقوة وكان على وشك هزيمة الحلفاء في ساليرنو ولكنه تعرض للكثير من الاصابات والجرحى، بداية اوكتوبر أصبح جنوب إيطاليا كله بيد الحلفاء حتى خط فولترنو، واستغرقت حتى اواسط يناير 1944 لعبور خط فولترنو، باربرا وبيرنهاردت وصولاً إلى خط كوستاف العمود الفقري لدفاعات الشتاء حيث حدثت 4 معارك في مونتي كاسنو بين يناير ومايو 1944.